# Alone (Casto)
Alone è una frazione del comune bresciano di Casto posta a monte del centro abitato.

## Storia
La località è un piccolo villaggio agricolo della Valsabbia di antica origine, costituitosi in comune da metà Seicento separandosi dalle autorità montane.
Alone divenne per la prima volta frazione di Casto su ordine di Napoleone, ma gli austriaci annullarono la decisione al loro arrivo nel 1815 con il Regno Lombardo-Veneto.
Dopo l'unità d'Italia il paese non ebbe alcun significativo sviluppo demografico. Negli anni 1880 risultava infatti essere il paese meno popolato della provincia di Brescia, con 167 abitanti.
Fu il fascismo a decidere la soppressione del comune riunendolo nuovamente a Casto.